# 亜塩素酸カリウム
亜塩素酸カリウム（あえんそさん—、potassium chlorite）は、無機化合物の一種で、亜塩素酸 (HClO2) のカリウム塩にあたる。化学式は KClO2 と表される。

## 性質
吸湿性の無色の結晶で、空気中に放置すると潮解する。
また、加熱すると光を放ちながら塩化カリウムと酸素に分解する。
{\displaystyle {\ce {KClO2 -> {KCl}+ O2}}} （加熱）
室温で、数時間のうちに分解したとの報告もある。
結晶について、X線構造解析の報告がなされている。
酸化性の物質であり、日本では消防法によって危険物第1類の酸化性固体として分類される。

## 合成
Bruni らは塩素酸カリウムをシュウ酸で処理し、水/エタノールからの再結晶により亜塩素酸カリウムの結晶を得ている。
{\displaystyle {\ce {KClO3\ + HOOC-COOH -> KClO2}}}
また、水酸化カリウムと二酸化塩素の反応、過酸化カリウムと二酸化塩素との反応、亜塩素酸バリウムと硫酸カリウムの複分解などによっても得ることができる。